# Kurt Heegner
Kurt Heegner (ur. 16 grudnia 1893 w Berlinie, zm. 2 lutego 1965 w Berlinie w dzielnicy Steglitz) – niemiecki inżynier, który jako niezależny badacz specjalizował się w matematyce, szczególnie w teorii liczb. Znany jest ze swych odkryć w tej dziedzinie.

## Życiorys

### Rodzina
Heegner urodził się i zmarł w Berlinie. Jego ojciec Otto został mianowany księgowym (Obercalculator) w czasach Cesarstwa Niemieckiego, z małżeństwa z Clarą Fechner miał trzech synów i córkę. Zmarł w 1910. Do końca życia pozostał kawalerem. Jego starszy brat Fritz poślubił Żydówkę, a siostra Charlotte poślubiła Ernsta Hensela. Trzeci brat miał na imię Wolfgang.

### Kariera naukowa i zawodowa
W 1913 Heegner zdał maturę w Askanische Gymnasium w Berlinie i do 1917 studiował w Berlinie matematykę u Schwarza i Knoppa, oraz fizykę u Plancka, Wehnelta i Rubensa. Podczas I wojny światowej został wcielony do wojska i brał udział w badaniach nad rozwojem radia. Wtedy rozwinął zainteresowanie elektroniką. W 1920 otrzymał tytuł doktora w Jenie pod kierunkiem Waltera Rogowskiego, byłego przełożonego w czasie badań wojskowych z okresu wojny. W pracy doktorskiej z dziedziny elektroniki omawiał też krzywe eliptyczne. W latach 20. i 30. XX wieku opublikował prace o obwodach lampowych generujących drgania elektronów i kryształach piezoelektrycznych, między innymi wspólnie z Japończykiem Watanabe. W 1933 zgłosił patent dla obwodu Heegnera, który pierwotnie był licencjonowany dla firmy Loewe Technology, a pod koniec lat 30. XX wieku miały miejsce negocjacje z firmą Telefunken w kontekście zastosowań wojskowych. W latach 1932–1946 był niezależnym badaczem w Berlinie, gdzie w 1939 rozpoczął pracę nad transformowalnymi funkcjami automorficznymi i formami kwadratowymi oraz innymi pracami opublikowanymi w Mathematische Zeitschrift w związku z habilitacją doktorską z matematyki. Egzamin ustny przeprowadzili Werner Weber i Erhard Schmidt.
Pierwszą publikację matematyczną wydał w 1929/30 i 1932 po wielu poprawkach. Recenzent Erich Hecke uznał ją za niezrozumiałą i przestarzałą, dlatego Helmut Hasse poprosił bońskiego matematyka Ericha Bessel-Hagena, by w czasie pobytu w Berlinie pomógł Heegnerowi w przerobieniu jej na język nowoczesnej algebry.
Od lat 30. do 1956 opublikował kilka prac między innymi o funkcjach eliptycznych i automorficznych, całkach abelowych i formach kwadratowych w Mathematische Annalen i Mathematische Zeitschrift.
Około 1946, najprawdopodobniej przypadkowo, spotkał się ponownie z Erhardem Schmidtem, który po wojnie odbudowywał matematykę na Uniwersytecie w Berlinie i mieszkał niedaleko Heegnera. Mimochodem wspomniał o swoich pracach nad problemem Gaussa i Schmidt oraz Helmut Hasse (który miał już kontakt z Heegnerem w latach 30. z okazji publikacji jego prac w Crelles Journal) załatwił mu posadę w Zentralblatt für Mathematik w Instytucie Badawczym Matematyki Akademii Nauk, gdzie pracował w latach 1947–1950. Później przeszedł na emeryturę. Wydaje się, że nigdy nie starał się o stałą pracę na uniwersytecie i habilitował się najwyraźniej, by zyskać uznanie jako matematyk.

### Końcowe lata
Heegner zmarł w biedzie w swoim mieszkaniu w berlińskiej dzielnicy Steglitz, w którym mieszkał od 1932 przy ulicy Elisenstraße 7. Znaleziono go 2 lutego 1965, ale prawdopodobnie zmarł kilka dni wcześniej około 31 stycznia. Pod koniec życia wspierała go siostra Charlotte Hensel, żona nauczyciela matematyki Ernsta Hensela (niespokrewnionego z Kurtem Henselem). Heegner był kawalerem i długo mieszkał razem z matką, która jako wdowa wspierała go finansowo ze swojej dobrej emerytury. Zmarła pod koniec 1941 lub na początku 1942. Był uważany za dziwaka i poświęcił się intensywnym studiom religijnym. Na przykład rękopis swojej pracy na temat problemu Gaussa związanego z liczbą klas zatytułował recytatywą kantaty 51 Bacha. Sąsiedzi znali go później jako "Jezusa von Steglitz". Miał długą białą brodę i fryzurę w koński ogon. W czasie II wojny światowej wykazał się odwagą, ponieważ w czasie bombardowania pozostał w domu, gdy dom dalej spadła bomba zapalająca.

## Osiągnięcia
W 1952 opublikował, jak twierdził, rozwiązanie klasycznego problemu przedstawionego przez Gaussa, zwanego problemem liczby klas równej jeden, istotnego od dawna problemu teorii liczb. Praca Heegnera przez lata nie była akceptowana, głównie ze względu na cytowanie części prac Webera, które były uznawane za nieprawidłowe (choć w dowodzie nie użył jego wyniku), i raczej mistyczny i nieortodoksyjny styl referatu.
Dowód Heegnera w końcu został uznany za właściwie poprawny po 1967 przez Bryana Bircha, a ostatecznie uzupełniony w referacie Harolda Starka opublikowanym z opóźnieniem w 1969 (Stark niezależnie doszedł do podobnego dowodu, lecz nie zgadzał się z określeniem, że jego dowód jest "mniej więcej taki sam" jak Heegnera). Stark wiązał pomyłki Heegnera z faktem, że ten używał podręcznika Webera, który zawierał pewne wyniki z niekompletnymi dowodami.